# Landtagswahlkreis Köthen
Der Landtagswahlkreis Köthen (Wahlkreis 22) ist ein Landtagswahlkreis in Sachsen-Anhalt. Er umfasste zur Landtagswahl in Sachsen-Anhalt 2021 vom Landkreis Anhalt-Bitterfeld die Gemeinden Köthen (Anhalt), Muldestausee, Raguhn-Jeßnitz und Südliches Anhalt.
Der Wahlkreis wird in der achten Legislaturperiode des Landtages von Sachsen-Anhalt von Olaf Feuerborn vertreten, der das Direktmandat bei der Landtagswahl am 6. Juni 2021 mit 37,4 % der Erststimmen erstmals gewann. Davor wurde der Wahlkreis von 2016 bis 2021 von Christina Buchheim vertreten.

## Wahl 2021
Im Vergleich zur Landtagswahl 2016 wurde das Wahlgebiet in größerem Umfang verändert. Die Stadt Könnern wurde dem Landtagswahlkreis Bernburg zugeordnet. Im Gegenzug erhielt der Wahlkreis Köthen vom Landtagswahlkreis Bitterfeld die Gemeinden Muldestausee und Raguhn-Jeßnitz. Name und Nummer des Wahlkreises wurden nicht geändert.
Es traten sieben Direktkandidaten an. Von den Direktkandidaten der vorhergehenden Wahl traten Hannes Loth und Christina Buchheim erneut an. Olaf Feuerborn gewann mit 37,4 % der Erststimmen erstmals das Direktmandat. Hannes Loth zog über Platz 13 der Landesliste der AfD und Christina Buchheim über Platz 3 der Landesliste der Partei Die Linke in den Landtag ein.
|                    |                      | Erst- stimmen | Erst- stimmen | Zweit- stimmen | Zweit- stimmen |
| Bewerber           | Partei               | Anzahl        | %             | Anzahl         | %              |
| ------------------ | -------------------- | ------------- | ------------- | -------------- | -------------- |
| Wahlberechtigte    | Wahlberechtigte      | 49.350        | 100,0         | 49.350         | 100,0          |
| Wähler             | Wähler               | 29.410        | 59,6          | 29.410         | 59,6           |
| Ungültige Stimmen  | Ungültige Stimmen    | 567           | 1,9           | 572            | 1,9            |
| Gültige Stimmen    | Gültige Stimmen      | 28.843        | 98,1          | 28.838         | 98,1           |
| davon              |                      |               |               |                |                |
| Olaf Feuerborn     | CDU                  | 10.794        | 37,4          | 11.096         | 38,5           |
| Hannes Loth        | AfD                  | 7.250         | 25,1          | 6.973          | 24,2           |
| Christina Buchheim | DIE LINKE            | 5.099         | 17,7          | 3.690          | 12,8           |
| Ilona Knoblauch    | SPD                  | 1.759         | 6,1           | 1.773          | 6,1            |
| Torsten Beyer      | GRÜNE                | 933           | 3,2           | 1.004          | 3,5            |
| Ole Zachlod        | FDP                  | 1.444         | 5,0           | 1.675          | 5,8            |
| Thomas Kiehne      | FREIE WÄHLER         | 1.564         | 5,4           | 783            | 2,7            |
| –                  | NPD                  | –             | –             | 126            | 0,4            |
| –                  | Tierschutzpartei     | –             | –             | 390            | 1,4            |
| –                  | Tierschutzallianz    | –             | –             | 99             | 0,3            |
| –                  | LKR                  | –             | –             | 16             | 0,1            |
| –                  | Die PARTEI           | –             | –             | 137            | 0,5            |
| –                  | Gartenpartei         | –             | –             | 196            | 0,7            |
| –                  | FBM                  | –             | –             | 15             | 0,1            |
| –                  | TIERSCHUTZ hier!     | –             | –             | 180            | 0,6            |
| –                  | dieBasis             | –             | –             | 353            | 1,2            |
| –                  | Klimaliste ST        | –             | –             | 13             | 0,0            |
| –                  | ÖDP                  | –             | –             | 25             | 0,1            |
| –                  | Die Humanisten       | –             | –             | 28             | 0,1            |
| –                  | Gesundheitsforschung | –             | –             | 118            | 0,4            |
| –                  | PIRATEN              | –             | –             | 86             | 0,3            |
| –                  | WiR2020              | –             | –             | 62             | 0,2            |

## Wahl 2016
Bei der Landtagswahl in Sachsen-Anhalt 2016 waren 40.846 Einwohner wahlberechtigt. Die Wahlbeteiligung lag bei 58,2 %. Christina Buchheim gewann das Direktmandat für die LINKE. Das Direktmandat im Landtagswahlkreis Köthen stellt das Einzige für die LINKE dar.
| Bewerber           | Partei            | Erststimmen in % | Zweitstimmen in % |
| ------------------ | ----------------- | ---------------- | ----------------- |
| Christina Buchheim | LINKE             | 26,5             | 19,3              |
| Hannes Loth        | AfD               | 26,2             | 25,1              |
| Wilfried Langner   | CDU               | 24,3             | 28,6              |
| Ronald Mormann     | SPD               | 12,5             | 9,8               |
| Steffen Reisbach   | Freie Wähler      | 7,7              | 3,7               |
| Ulrike von Thadden | GRÜNE             | 2,8              | 3,0               |
| –                  | FDP               | –                | 4,2               |
| –                  | NPD               | –                | 2,1               |
| –                  | Tierschutzpartei  | –                | 1,3               |
| –                  | Tierschutzallianz | –                | 1,0               |
| –                  | ALFA              | –                | 0,8               |
| –                  | Die PARTEI        | –                | 0,4               |
| –                  | MG                | –                | 0,3               |
| –                  | DIE RECHTE        | –                | 0,2               |
| –                  | FBM               | –                | 0,2               |

## Wahl 2011
Bei der Landtagswahl in Sachsen-Anhalt 2011 waren 44.006 Einwohner wahlberechtigt; die Wahlbeteiligung lag bei 48,3 %. Brigitte Take gewann das Direktmandat für die CDU.
| Bewerber         | Partei           | Erststimmen in % | Zweitstimmen in % |
| ---------------- | ---------------- | ---------------- | ----------------- |
| Brigitte Take    | CDU              | 32,6             | 30,8              |
| Ronald Maaß      | LINKE            | 29,6             | 27,7              |
| Ronald Mormann   | SPD              | 18,1             | 20,0              |
| Michael Arndt    | FDP              | 4,0              | 3,9               |
| Ralf-Peter Weber | GRÜNE            | 5,2              | 5,0               |
| Markus Voigt     | Freie Wähler     | 5,9              | 3,3               |
| –                | KPD              | –                | 0,1               |
| –                | MLPD             | –                | 0,2               |
| Steffen Bösener  | NPD              | 4,7              | 5,3               |
| –                | ödp              | –                | 0,1               |
| –                | Tierschutzpartei | –                | 1,7               |
| –                | Piraten          | –                | 1,4               |
| –                | SPV              | –                | 0,4               |

## Wahl 2006
Bei der Landtagswahl in Sachsen-Anhalt 2006 traten folgende Kandidaten an:
| Name                              | Partei    | Anteil der Erststimmen |
| --------------------------------- | --------- | ---------------------- |
| Brigitte Take                     | CDU       | 33,6 %                 |
| Ronald Maaß                       | Die Linke | 27,9 %                 |
| Renate Schmidt                    | SPD       | 20,3 %                 |
| Peter Kehl                        | FDP       | 10,4 %                 |
| Wolfgang Siewert                  | GRÜNE     | 5,7 %                  |
| Werner Popp                       | EB        | 2,1 %                  |
| Wahlberechtigte: 51.890 Einwohner |           |                        |
| Wahlbeteiligung: 44,3 %           |           |                        |